# Harsányi László (orvos)
Harsányi László (Budapest, 1926. október 21. – Pécs, 1992. március 25.) magyar igazságügyi orvos. Az orvostudományok kandidátusa (1966). A Csehszlovák és a Lengyel Igazságügyi Orvosi Társaság tiszteletbeli tagja volt.

## Életpályája
1945-ben érettségizett a Budapesti Evangélikus Gimnáziumban. 1946–1949 között a Budapesti Orvostudományi Egyetem illetve a Semmelweis Orvostudományi Egyetem Anatómiai Intézet gyakornoka volt. 1949–1955 között az Igazságügyi Orvostani Intézet gyakornoka, 1956–1964 között egyetemi tanársegéde, 1964–1968 között egyetemi adjukntusa, 1968–1977 között egyetemi docense volt.
1951-ben a Budapesti Orvostudományi Egyetemen általános orvosi diplomát szerzett. 1955-ben igazságügyi orvostanból szakorvosi vizsgát tett. 1956-tól a Budapesti és a Pest megyei Bíróság igazságügyi orvosszakértője volt. 1957-ben kórbonctanból és szövettanból szakorvosi vizsgát tett. 1957-től az Országos Rendőrfőkapitányság, illetve a Belügyminisztérium  Technikai Osztály Bűnügyi Laboratóriumának orvosszakértője volt.
1961-től a Nemzetközi Törvényszéki Orvosi Akadémia tagja volt. 1961–1964 között a Magyar Tudományos Akadémia-Tudományos Minősítő Bizottság (MTA-TMB) önálló aspiránsa volt. 1964-től a Német Törvényszéki és Társadalmi Orvostársaság tagja volt. 1964–1965 között a Budapesti Orvostudományi Egyetem Fogorvostudományi Karán az igazságügyi fogorvostan előadója volt.
1977–1992 között a Pécsi Orvostudományi Egyetem Igazságügyi Orvostani Intézete intézetigazgató egyetemi tanára volt.
1985–1991 között a Pécsi Orvostudományi Egyetem rektorhelyettese, 1991-ben megbízott rektora volt.

### Munkássága
Az igazságügyi orvostan különböző részeivel – történeti antropológiával és oszteológiai kutatásokkal – foglalkozott. Fontos eredményeket ért el a csontvázrészekből történő vércsoport-meghatározás különböző módszereinek hazai bevezetésében és a csontok öregedési folyamatának megállapítása terén. Nevéhez fűződött a Nagy Imre miniszterelnök és mártírtársai kihantolását előkészítő tanulmány terve, részletesen kitérve az exhumálással kapcsolatos teendőkre, a testek harminc év utáni állapotára és az azonosítás problémáira.

## Családja
Szülei Harsányi Dezső gépészmérnök, a Ganz-gyár munkatársa, a Ganz Daru- és Kazángyár főkonstruktőre és Kollár Anna voltak. 1954-ben házasságot kötött Kamarás Ilona orvossal. Két gyermekük született: László (1955–) orvos, sebész és Jilling Tamásné Harsányi Krisztina.
A budapesti Rákoskeresztúri Evangélikus Temetőben temették el.

## Művei
- Az arteria és vena epigastrica inferior topographiája a haspunctio szempontjából (Orvosi Hetilap, 1951. 40.)
- A quantitatív szénmonoxid haemoglobin meghatározásról és annak jelentőségéről (Orvosi Hetilap, 1952. 52.)
- Újabb szempontok a világítógáz-mérgezések nyomozásánál (Somogyi Endrével, Tamáska Loránddal; Rendőrségi Szemle, 1953)
- Többmagvú sympathicus ganglionsejt embernél (Magyar Belorvosi Archivum, 1954 és Morphológiai és Igazságügyi Orvosi Szemle, 1954)
- Vízi halottak vizsgálatának főbb szempontjai (Rendőrségi Szemle, 1955)
- A csontvázleletek életkorának meghatározási módszereiről és azok alkalmazhatóságáról (Nemeskéri Jánossal; MTA Biológiai Csoportjának Közleményei, 1957)
- A nyirokérrendszer jelentősége égett egyének veseműködésében (Rényi-Vámos Ferenccel; Magyar Belorvosi Archivum, 1959)
- Légemboliás halálesetek therápiás és diagnosztikus célból végzett hasi levegőbefúvásokkal kapcsolatban (Faber Viktorral; Orvosi Hetilap, 1962. 17.)
- A kórtörténet, mint okirat (Szuchovszky Gyulával; Orvosi Hetilap, 1963)
- Bűncselekményre gyanús vízbefúlás esete az orvosszakértői gyakorlatból. – Személyazonosítás csontvázlelet vizsgálata alapján (Földes Vilmossal, Nemeskéri Jánossal; Belügyi Szemle, 1963)
- Alkoholos motiváció és befolyásoltság öngyilkosoknál (Kenyeres Imrével, Szuchovszky Gyulával; Népegészségügy, 1964)
- Újszülöttkori erőszakos halálesetek megítélése (Földes Vilmossal, Szabó Árpáddal; Belügyi Szemle, 1964)
- Gyalogosok sérelmére történt gépkocsibalesetek orvosszakértői vizsgálata (Földes Vilmossal). – Tömeges közlekedési balesetek orvosszakértői vizsgálatának feladatai (Földes Vilmossal; Belügyi Szemle, 1965)
- A műtéti kockázat kérdései az orvosszakértői gyakorlatban (Szuchovszky Gyulával; Magyar Sebészet, 1965)
- A csontváz orvosszakértői vizsgálatának egyes kérdései (Kandidátusi értekezés; Budapest, 1965)
- Vitás műtéti halálesetek orvosszakértői véleményezése (Földes Vilmossal, Szuchovszky Gyulával; Orvosi Hetilap, 1966. 31.)
- Fejezetek az igazságügyi fogorvostan köréből (egyetemi jegyzet; Szuchovszky Gyulával; Budapest, 1968)
- Orvosszakértői személyazonosítás (monográfia; Földes Vilmossal; Budapest, 1968)
- A koponya és nyaki gerinc közlekedési baleseti sérülései a baleseti mechanizmus szemszögéből (Földes Vilmossal, Szabó Árpáddal) Vércsoport-meghatározás lehetősége – hajból (Gerencsér Györggyel). – Öngyilkosságok Budapesten az 1961–1970. években (Kenyeres Imrével, Szuchovszky Gyulával; Belügyi Szemle, 1971)
- Igazságügyi fogorvostan (egyetemi jegyzet; Szuchovszky Gyulával; Budapest, 1971)
- A nem meghatározása mikroszkópos vizsgálattal (Kovács Margittal, Sellyei Mihállyal; Belügyi Szemle, 1972)
- Öngyilkossági halálozás Budapesten, 1961–1970 közötti tízéves időszakban. 1–2. (Kenyeres Imrével, Szuchovszky Gyulával; Orvosi Hetilap, 1973. 35–36.)
- Adatok a csontszöveti fehérjék vizsgálatához (Anthropológiai Közlemények, 1974)
- Budapesti öngyilkosok vizsgálata. (A Népességtudományi Kutató Intézet Közleményei. 44. Budapest, 1976)
- Csontvázleletek vizsgálata scanning elektronmikroszkóppal (Guth Péterrel; Belügyi Szemle, 1977)
- Újabb szempontok a vér alkoholtartalmának megállapításánál és véleményezésénél (Farkas Gyulával; Magyar Jog, 1978)
- A cserbenhagyó személygépkocsijának azonosítása bőrmaradványok vizsgálatánál (Guth Péterrel; Belügyi Szemle, 1979)
- Elektronsugaras mikroanalízis az orvosszakértői gyakorlatban (Guth Péterrel; Trombitás Károllyal; Belügyi Szemle, 1984)
- Baranya megye 1983. és 1984. évi öngyilkosainak vizsgálata (Jegesy Andrással) (Társadalmi beilleszkedési zavarok. III. kötet; Szerkesztette: Kolozsi Béla, Münnich Iván; Budapest, 1985)
- Már 12 éve halott volt… (Fehér Gyulánéval, Kovács Lajossal; Belügyi Szemle, 1986)
- Kuruzslás, alternatív medicina és az igazságügyi orvosszakértő (Morphológiai és Igazságügyi Orvosi Szemle, 1990)
- A laterális arcközép egyszerű törésének repozíciója (Fábián Bélával, Vörös Sándorral; Fogorvosi Szemle, 1990)
- Bevonuló fiatalok fogazati állapota – 15 év tükrében (Vass É. Zsuzsannával; Fogorvosi Szemle, 1991)
- Baranya megyében öngyilkosság következtében meghaltak komplex vizsgálata (Angyal Miklóssal, Jegesy Andreával; Végeken, 1994)
- Az öngyilkosság következtében meghaltak megelőző egészségi állapota (Angyal Miklóssal, Jegesy Andreával; Népegészségügy, 1994)
- Alkoholizmus és öngyilkosság (Angyal Miklóssal, Jegesy Andreával; Szenvedélybetegségek, 1995).

## Díjai
- Kiváló Orvos (Minisztertanács) (1989)[3]